# Петровский мост (Липецк)
Петро́вский мост — основная переправа через реку Воронеж в городе Липецке. Соединяет Октябрьский, Советский и Правобережный округа с Левобережным округом. Расположена у площади Петра Великого (правый берег) и площади Мира (левый берег).

## История

### Восточный мост
Ещё в первой половине 1950-х годов между двумя берегами простиралась обширная пойма Воронежа, заросшая травой и кустарниками. Старую часть города и нынешний Новолипецк соединяла узкая бетонированная дорога длиной 2 км и однопутная трамвайная колея. Трамвай шёл от Вокзальной улицы (ныне — Литаврина) до НЛМЗ. Через протоки реки были переброшены три деревянных моста, а между ними находилась остановка «Речная», где расходились встречные вагоны. Во время паводка линия демонтировалась, так как вода поднималась на 3—4 метра (в этот период связь осуществлялась баржами). Во время ледохода движение прекращалось.
Идея постоянного моста родилась ещё в начале 1930-х годов с планами по строительству на левом берегу НЛМЗ. А с созданием в 1954 году Липецкой области с центром в Липецке эта необходимость возросла. Мост начали строить в 1956 году и открыли 26 октября 1958 года. По двухполосной переправе пустили трамвай. Длина моста составила 485 метров (вместе с дамбой около 2 км). Он имеет 10 железобетонных опор, один из центральных пролётов немного отличается от остальных. Стоимость строительства моста составила 30 млн рублей. Первоначально он назывался мостовым переходом № 1. 31 декабря 1987 года  ему присвоили имя Петровский — по петровским Липским заводам. Весь 2018 год мост был закрыт на ремонт.

### Западный мост

Новый Петровский мост

В начале 1980-х годов поняли, что двух полос движения мало. В 1985 году  начали возводить второй мост — параллельно первому, ниже по течению. В отличие от первого моста у нового каждая опора представляет собой три связанных ригелем железобетонные стойки. Новая переправа в полтора раза у́же старого Петровского моста. Из-за недостатка финансирования ввод в строй второй очереди состоялся лишь 29 декабря 2003 года. Тогда же убрали трамвайное движение со старого моста. В ходе ремонта Восточного моста, проведённого в 2018 году, трамвайные рельсы, оставленные там для поддержания опорных конструкций после закрытия движения, были сняты.
Ниже по течению расположен Октябрьский мост (мостовой переход № 2).